# Єнс Бойсен-Меллер
Єнс Бойсен-Меллер (дан. Jens Bojsen-Møller, 8 червня 1966) — данський яхтсмен.
Бронзовий призер Олімпійських Ігор 1992 року в класі Летючий голандець.